# نهرآبی
'نهرآبی'(به کردی: ناراوی) روستایی از توابع بخش مرکزی شهرستان روانسر(12کیلومتر) در استان کرمانشاه ایران است.

## جمعیت
دهستان نهرابی در ۱۲کیلومتری روانسر قرار دارد و براساس سرشماری مرکز آمار ایران در سال۱۳۹۷، جمعیت آن ۵۲۰ نفر (۷۱خانوار) بوده‌است.